# 三级淋巴结构
三级淋巴结构（TLS）也称为“第三淋巴样器官”（tertiary lymphoid organs，TLO）或“异位淋巴样结构”（ectopic lymphatic tissues）是非生理条件下非淋巴组织中后天产生的有组织的免疫细胞聚集体，通常与肿瘤免疫、慢性病和自體免疫有关。